# Teresa Rotschopf
Teresa Rotschopf (* 4. April 1984 in Tamsweg) ist eine österreichische Musikerin, Sängerin, Komponistin und Produzentin. Bekanntheit erlangte sie als Leadsängerin der Band Bunny Lake bevor sie eine Solokarriere startete. Rotschopfs Stil geprägt von Dark-Wave und Dream-Pop, kombiniert unterschiedlichste musikalische Einflüsse. Darüber hinaus komponiert sie Soundtracks für Film und Fernsehen.

## Leben und berufliche Karriere

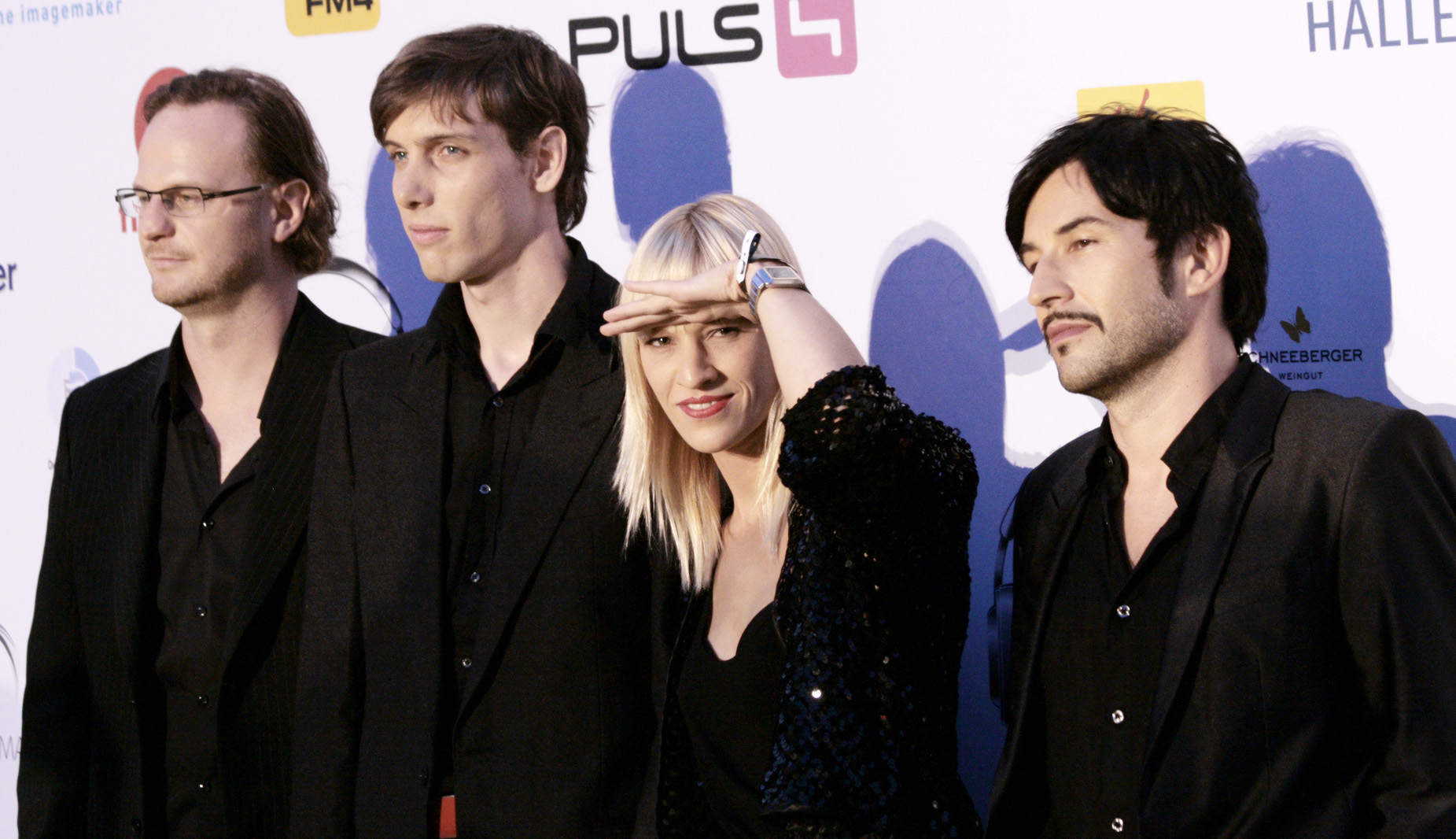
Bunny Lake bei der Verleihung des Amadeus Austrian Music Awards 2009 in Wien am 10. September 2009. Von links nach rechts: Christof Baumgartner, Leonardo, Suzy on the Rocks (Teresa Rotschopf), Christian Fuchs

Rotschopf erhielt in ihrer Kindheit Klavierunterricht und absolvierte in ihrer Jugend eine Gesangsausbildung. 2004 schloss sie sich unter dem Künstlernamen „Suzy on the Rocks“ der Band Bunny Lake als Leadsängerin an. Die Band erlangte schnell Aufmerksamkeit und trat international an verschiedenen Orten auf. Im Jahr 2009 wurde Bunny Lake mit dem Amadeus Austrian Music Award in der Kategorie Electronic/Dance ausgezeichnet.
Nachdem sich Bunny Lake nach der Veröffentlichung des vierten Albums The Sound of Sehnsucht im Jahr 2012 aufgelöst hatte, startete Rotschopf eine Solokarriere unter dem Pseudonym „O“. Im Jahr 2011 arbeitete sie mit dem Produzenten Patrick Pulsinger zusammen um ihr erstes Soloalbum zu produzieren, auf dem sie ihre vielfältigen musikalischen Einflüsse verarbeitet. Das Album mit dem Titel Messiah wurde 2018 veröffentlicht. Ihr Solo-Debüt gab Rotschopf an der Seite von Patrick Pulsinger und dem Pianisten Martin Knorz bei einer vom Österreichischen Kulturforum New York organisierten Veranstaltung.
Im Jahr 2021 brachte Rotschopf eine neue Komposition mit dem Titel Open im Wiener Musikverein zur Uraufführung. Gemeinsam mit Patrick Pulsinger komponierte sie die Filmmusik für den ORF-Landkrimi „Das Mädchen aus dem Bergsee“, für den sie im selben Jahr für den Romy-Fernsehpreis nominiert wurde. Für das Berliner Label Martin Hossbach überarbeitete sie den Hit West End Girls der Pet Shop Boys. Im Jahr 2022 wirkte sie im Kurzfilm „Dear Darkness“ von Antoinette Zwirchmayr mit und komponierte die Musik für den Soundtrack. Auch für die Musik zur zweiten Folge der Tiroler Landkrimi-Reihe mit dem Titel „Der Tote in der Schlucht“, die 2023 auf dem Diagonale Filmfestival in Graz Premiere hatte, arbeitete Rotschopf wieder mit Patrick Pulsinger zusammen.
Neben ihrer Musikkarriere hat Teresa Rotschopf einen Master-Abschluss in Soziologie mit Schwerpunkt Musiksoziologie.

## Diskografie
- 2006: The Late Night Tapes mit Bunny Lake (Angelika Köhlermann/Monkey Music)
- 2007: The Church of Bunny Lake mit Bunny Lake (Klein Records)
- 2010: The Beautiful Fall mit Bunny Lake (Universal Music)
- 2012: The Sound of Sehnsucht mit Bunny Lake (Universal Music)
- 2018: Messiah (comfortzone cz029)
- 2021: Ein Maennlein steht im Walde (Martin Hossbach)
- 2021: Now I see (Martin Hossbach Score)
- 2021: Drones 01-05 mit Patrick Pulsinger (Martin Hossbach Score)

## Filmografie
- 2012: Oh Yeah, She Performs[3] (Regie: Mirjam Unger)
- 2022: Dear Darkness (Regie: Antoinette Zwirchmayr)

## Filmmusik
- 2020: Landkrimi: Das Mädchen aus dem Bergsee (Regie: Mirjam Unger)
- 2022: Dear Darkness (Regie: Antoinette Zwirchmayr)
- 2023: Landkrimi: Der Tote in der Schlucht (Regie: Mirjam Unger)

## Auszeichnungen
- 2009: Amadeus Austrian Music Awards (Kategorie Electronic/Dance mit Bunny Lake)
- 2021: Romyverleihung 2021 (Nominierung in der Kategorie Beste Musik für Das Mädchen aus dem Bergsee  – gemeinsam mit Patrick Pulsinger)